# ᶡ
Cette page contient des caractères spéciaux ou non latins. S’ils s’affichent mal (▯, ?, etc.), consultez la page d’aide Unicode.
ᶡ, appelée j sans point barré en exposant, j sans point barré supérieur ou lettre modificative j sans point barré, est un ancien symbole de l’alphabet phonétique international. Il est formé de la lettre latine j sans point barré ou f culbuté ‹ ɟ › mise en exposant.

## Utilisation
Dans certaines transcriptions de l’alphabet phonétique international, non standard depuis 1989, ‹ ᶡ › est utilisé avant le symbole d’une consonne palatale voisée pour indiquer l’articulation pré-occlusive, par exemple la consonne pré-occlusive nasale palatale voisée [ᶡɲ] utilisée en jahai ou kaingang, aussi notée [ɟɲ] ou [ɟ͡ɲ] avec l’alphabet phonétique international.

## Représentations informatiques
La lettre modificative j sans point barré peut être représenté avec les caractères Unicode suivants (extensions phonétiques - supplément) :
| formes       | représentations | chaînes de caractères | points de code | descriptions                                     | note                            |
| ------------ | --------------- | --------------------- | -------------- | ------------------------------------------------ | ------------------------------- |
| modificative | ᶡ               | ᶡ                     | U+1DA1         | lettre modificative minuscule j sans point barré | codé pour le symbole phonétique |

## Sources
- (en) Peter Constable, Revised Proposal to Encode Additional Phonetic Modifier Letters in the UCS, 1er février 2004 (lire en ligne)
- (en) International Phonetic Association, « Report on the 1989 Kiel Convention », Journal of the International Phonetic Association, vol. 19, no 2,‎ 1989, p. 67-80 (DOI 10.1017/S0025100300003868)
- (en) International Phonetics Association, Handbook of the International Phonetics Association : a guide to the use of the International Phonetic Alphabet, Cambridge, Cambridge University Press, 1999, 204 p. (ISBN 0-521-63751-1 et 0-521-65236-7, lire en ligne)
- (en) Niclas Burenhult, « Jahai phonology: A preliminary survey », Mon-Khmer Studies, vol. 31,‎ 2001, p. 29-45 (mksjournal.com, sealang.net)
- (en) W. Leo Wetzels et Andrew Nevins, « Prenasalized and postoralized consonants: The diverse functions of enhancement », Langauge, vol. 94, no 4,‎ 2018 (DOI 10.1353/lan.2018.0055)